# 移動虛擬專用網路
移動虛擬專用網路（Mobile Virtual Private Network，簡稱MVPN），是一種常用於連接中、大型企業或團體與團體間的私人網路，通過縮位撥號、專用編號計劃等方式進行網內相互聯繫。

## 特性
- 應用程序容性
- 安全，可靠的網路存取
- 加速效能（Accelerated performance）—透過壓縮資料與圖片達到效能最佳化。
- 支援Broad 裝置—Mobile VPNs 提供與筆記型電腦上的行動裝置相同的功能。

## 優點
- 直接連接
- 私人電話號碼計劃

## DMVPN
- 動態多點VPN

## 外部連結
- Search Mobile Computing  （页面存档备份，存于）
- Network World  （页面存档备份，存于）
- Computerworld  （页面存档备份，存于）
- VPN Consortium  （页面存档备份，存于）
- Wall Street Journal  （页面存档备份，存于）